# Sackristjärnen
Sackristjärnen är en sjö i Skellefteå kommun i Västerbotten och ingår i Bureälvens huvudavrinningsområde. Sjöns area är 0,014 kvadratkilometer och den befinner sig 150 meter över havet.